# Štefanec (Trnovec Bartolovečki)
Štefanec falu Horvátországban, Varasd megyében. Közigazgatásilag Trnovec Bartolovečki község része.

## Fekvése
Varasdtól 10 km-re, a községközponttól 5 km-re keletre a Dráva jobb partján, a 2-es számú főút mellett fekszik.

## Története
A régészeti leletek tanúsága szerint területén már a neolítikumban és a bronzkorban is éltek emberek. 
1857-ben 162, 1910-ben 409 lakosa volt. A falu 1920-ig Varasd vármegye Varasdi járásához tartozott, majd a Szerb-Horvát Királyság része lett. 2001-ben a falunak 126 háza és 405 lakosa volt.

## Külső hivatkozások
- A község hivatalos oldala